# 乙女山古墳
乙女山古墳（おとめやまこふん）は、奈良県北葛城郡河合町佐味田字乙女山・広陵町大字寺戸字乙女に所在する大型の帆立貝形古墳である。

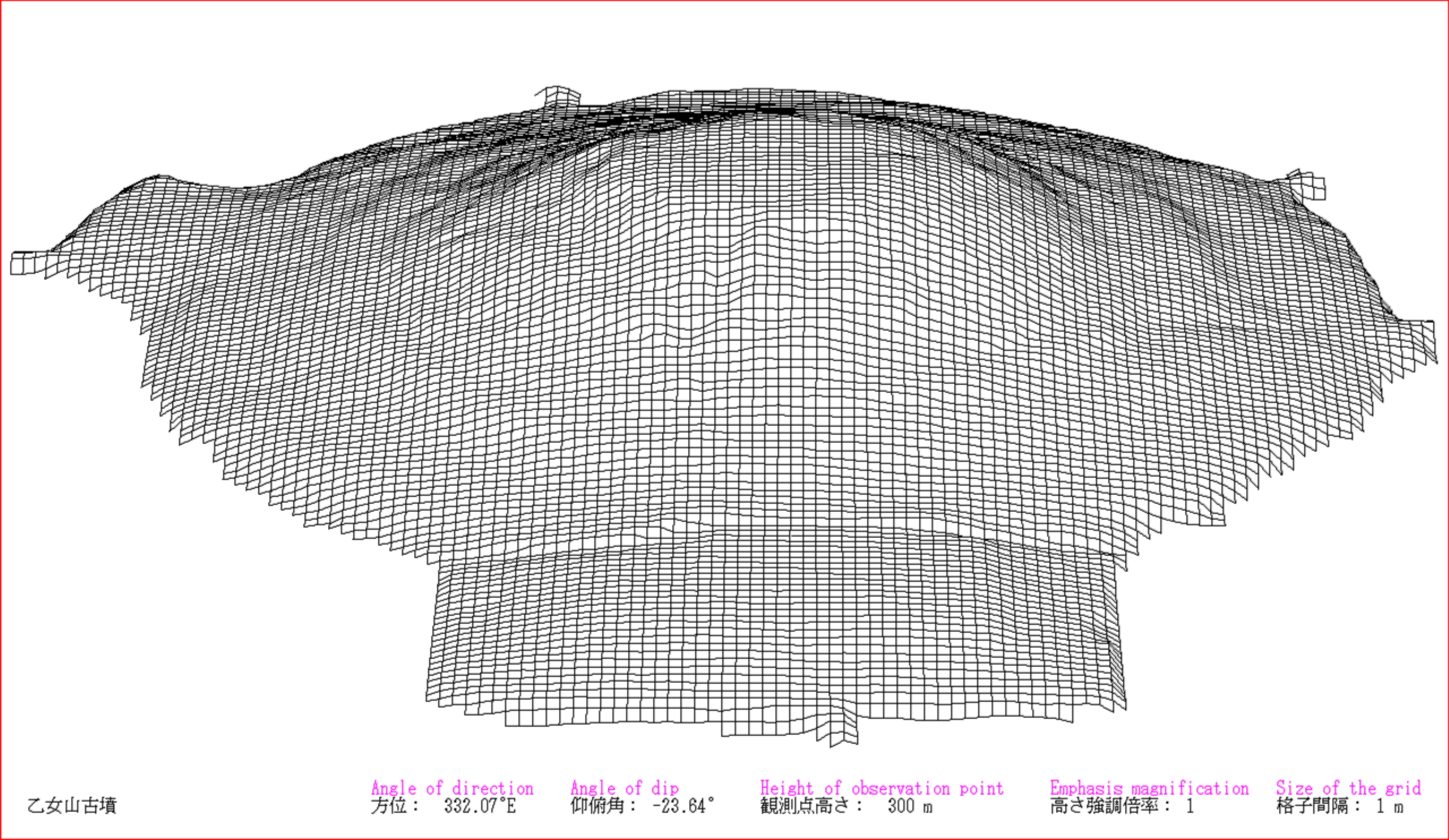
3DCGで描画した乙女山古墳

## 概要
奈良盆地の西辺部にある標高70-80メートルの馬見丘陵が続いている。その東側の斜面に馬見古墳群が連なっており、その中央群の中の一古墳である。
発掘調査は、1986年（昭和61年）12月から1987年（昭和62年）2月まで行われた。出土の埴輪、墳形などから5世紀前半と推定されている。
1956年（昭和31年）国の史跡に指定された。

## 規模・形状

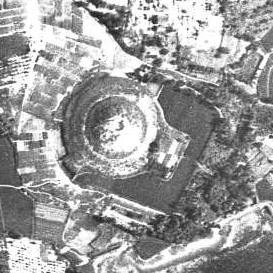
乙女山古墳の空中写真。1948年。。

全長約130メートル、後円部径約104メートル、後円部高さ約14.7メートル、前方部長さ約30メートル、前方部幅約52メートル、前方部高さ約3.5メートル。
後円部西側に長さ11メートル、幅約23メートルの造り出しが付設されている。
周濠は前方部を幅広く、後円部側を幅狭くしている。
後円部は3段築成で、1、2段は低く緩やかで、3段目は急斜面になっており、椀を伏せた形となっている。
葺き石は各段の斜面に施されている。

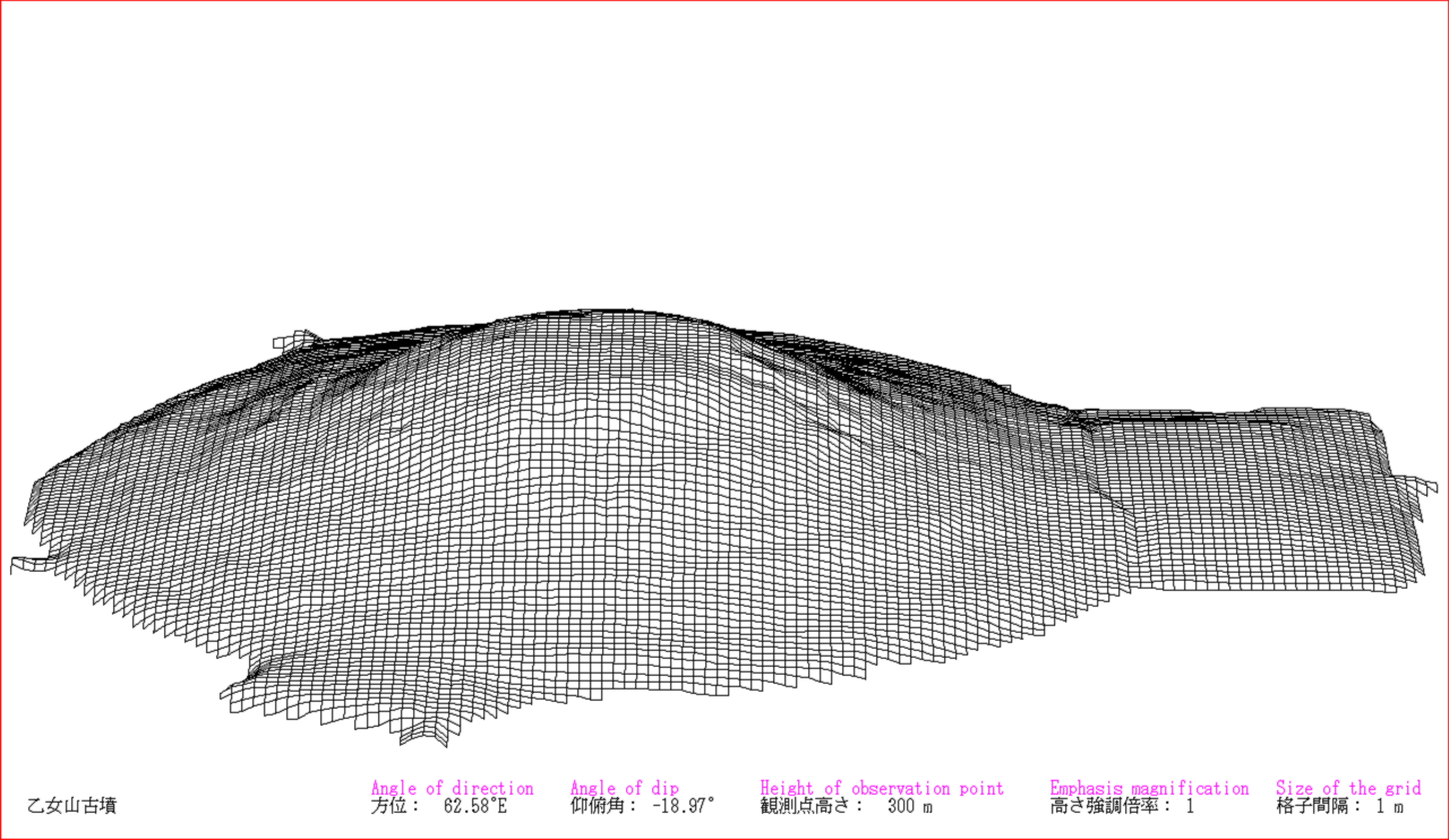
3DCGで描画。南西側から見る
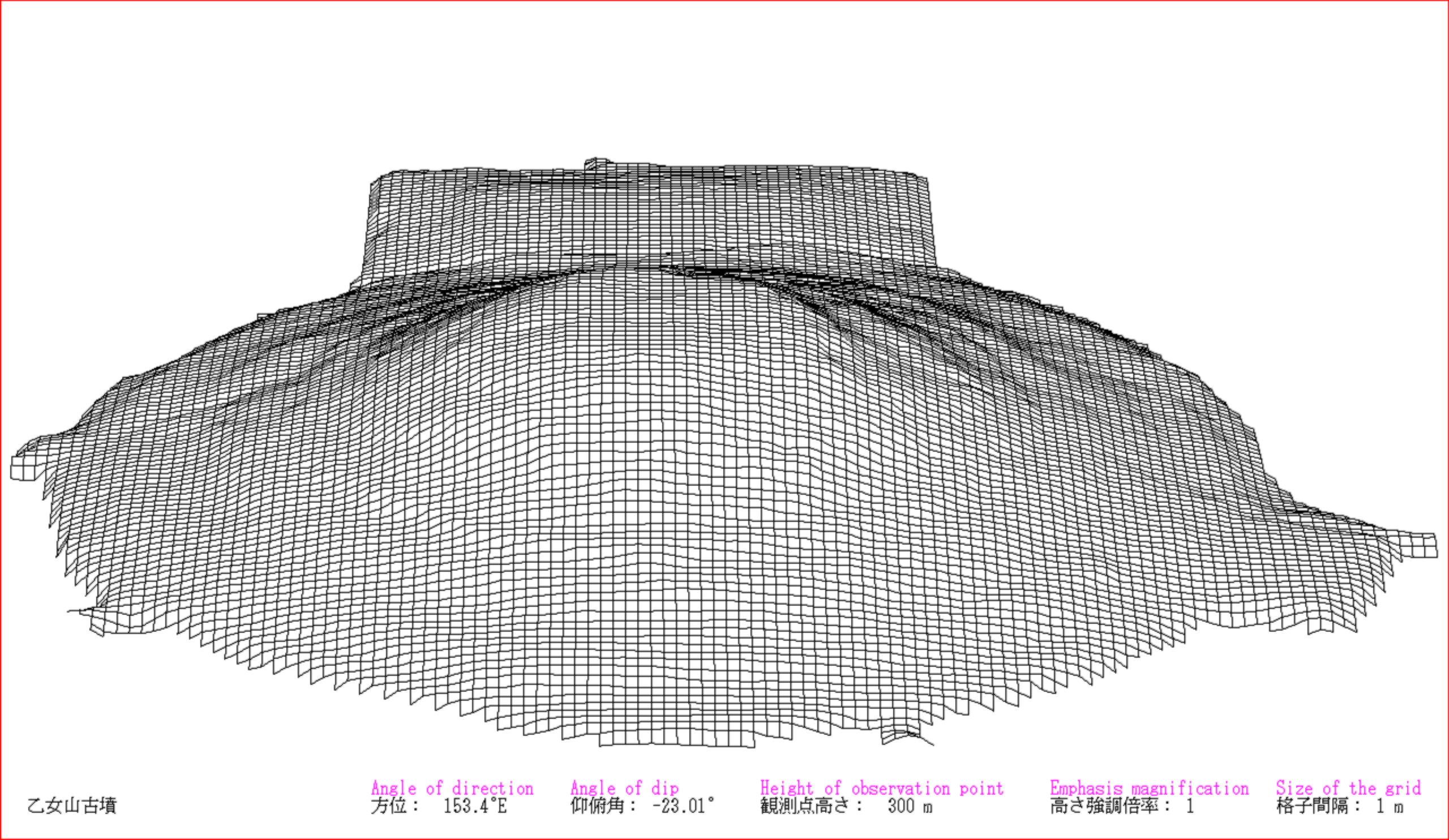
3DCGで描画。後円部側から見る
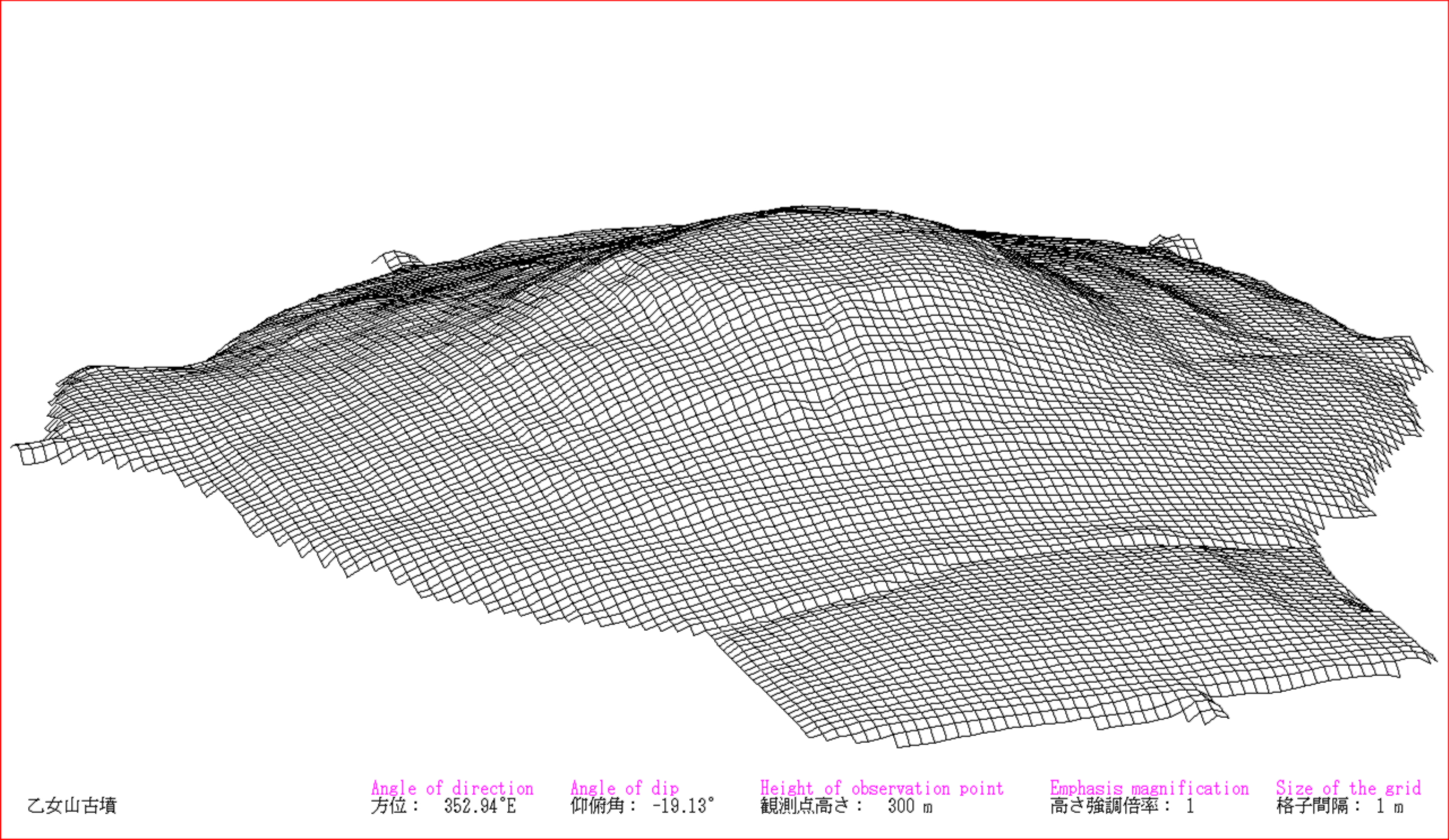
3DCGで描画。南側から見る
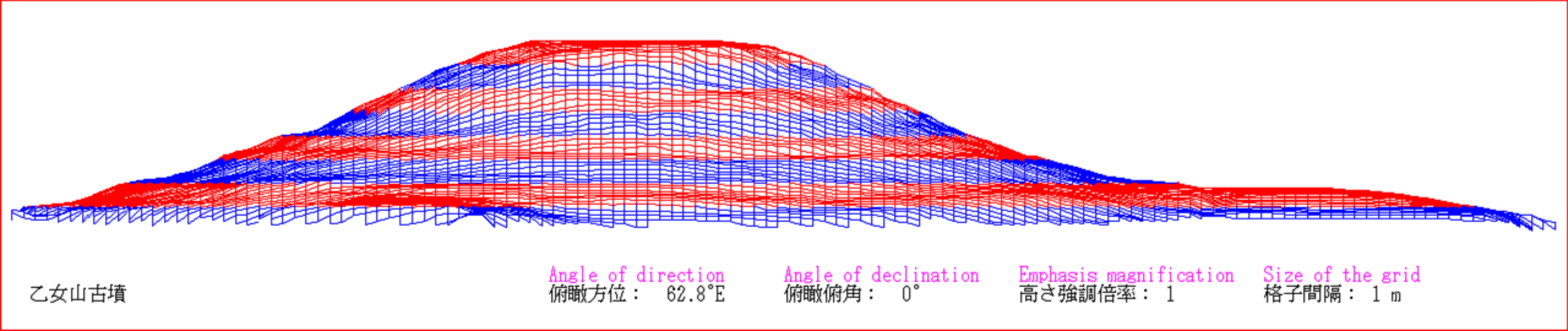
3DCGで描画。真横から見る

## 副葬品・埋葬施設
後円部の埋葬施設は明らかでないが、良質粘土が点在しているところから粘土槨ではないかと推測されている。
刀子（とうす）・勾玉（まがたま）・臼玉（うすだま）などの滑石製模造品などが出土している。
造り出し部の発掘では2段目の斜面に葺き石、その外側に礫を敷き円筒埴輪列、その外側に家形埴輪2、楕円形円筒埴輪2が認められた
。